# El Salvador (ort i Kuba)
El Salvador är en ort i Kuba.   Den ligger i provinsen Provincia de Guantánamo, i den östra delen av landet, 800 km öster om huvudstaden Havanna. El Salvador ligger 105 meter över havet och antalet invånare är 45 662.
Terrängen runt El Salvador är platt åt sydost, men åt nordväst är den kuperad. Runt El Salvador är det tätbefolkat, med 297 invånare per kvadratkilometer. Närmaste större samhälle är Guantánamo, 8,9 km söder om El Salvador. Omgivningarna runt El Salvador är en mosaik av jordbruksmark och naturlig växtlighet.